# 8-я понтонно-мостовая бригада
8-я понтонно-мостовая бригада — соединение инженерных войск Красной Армии во время Великой Отечественной войны. Номер полевой почты — 68433.

## История
Бригада сформирована 5 февраля 1944 года на Западном фронте в составе: управление бригады, рота управления и девять (51-й, 90-й, 99-й, 137-й, 9-й, 87-й, 89-й, 91-й, 122-й) моторизированных понтонно-мостовых батальонов.

### Боевой путь
В апреле 1944 года в результате разделения Западного фронта были образованы 2-й и 3-й Белорусские фронты. Бригада была включена в состав последнего, а 9-й, 87-й, 89-й, 91-й и 122-й моторизированные понтонно-мостовые батальоны выбыли из её состава. Боевое крещение бригада получила в ходе Белорусской наступательной операции. В июле 1944 года вместо выбывшего 99-го понтонно-мостового батальона, в состав бригады включён 19-й понтонно-мостовой батальон. В дальнейшем бригада участвовала в Вильнюсской, Каунасской, Инстербургско-Кёнигсбергской наступательных операциях. 12 августа 1944 года бригаде присвоено наименование Неманской. 26 апреля 1945 года  бригада награждена орденом Александра Невского.
С момента формирования до марта 1945 года бригадой командовал полковник Шило В. И., затем бригаду возглавил полковник Моргунов С. Н.
За годы войны 3054 воина бригады были награждены орденами и медалями. Командир 90-го отдельного понтонно-мостового батальона Степан Васильевич Семёнов стал Героем Советского Союза. 

### Полное почётное наименование
В конце войны полное наименование бригады звучало как: 8-я понтонно-мостовая Неманская ордена Александра Невского бригада. Входившие в состав бригады батальоны имели следующие почётные наименования:
- 19-й моторизованный понтонно-мостовой Феодосийский батальон;
- 51-й моторизованный понтонно-мостовой ордена Александра Невского батальон;
- 90-й моторизованный понтонно-мостовой Ярцевский Краснознамённый батальон;
- 137-й моторизованный понтонно-мостовой орденов Александра Невского и Красной Звезды батальон.

### После войны
В июле 1946 года 8-я понтонно-мостовая бригада была переформирована в 46 понтонно-мостовой полк, который просуществовал до февраля 1998 года  когда был преобразован в 230-й понтонно-мостовой батальон. В июне 1998 года вновь переформирован в 46-й понтонно-мостовой полк.